# Zakład Karny w Siedlcach
Zakład Karny w Siedlcach – jeden z najstarszych zakładów karnych w Polsce, budowany w latach 1841–1843 i otwarty w 1844 roku. Znajduje się w Siedlcach w dzielnicy Śródmieście przy skrzyżowaniu ul. Józefa Piłsudskiego z ul. Armii Krajowej. Gmach główny więzienia został wpisany jako zabytek A-119/587 z 02.04.1962, a budynek z 1891–1892 oraz sąd jako A-405 z 02.06.1992.
Jest to zakład karny typu zamkniętego dla mężczyzn, recydywistów penitencjarnych z oddziałem aresztu śledczego. Pojemność jednostki określona jest na 2025 r. na 853 miejsc.

## Historia
Inicjatorem budowy był hrabia Fryderyk Skarbek, który zamierzał postawić w Królestwie Polskim 10 nowoczesnych więzień. Siedlecki był trzecim w kolejności po warszawskim Pawiaku i zakładzie karnym w Sieradzu. Projekt budowy został opracowany przez włoskiego architekta Henryka Marconiego. Głównym gmachem więzienia był 4-kondyngnacyjny, murowany budynek korpusu głównego, ujęty narożnymi basztami. We wschodnie skrzydło muru więziennego wkomponowano piętrowy budynek sądowy.
W latach 1841–1843 budowa więzienia została ukończona, a 15 czerwca 1844 r. budynek został poświęcony i oficjalnie oddany do użytku publicznego. Już wtedy stanowił dla mieszkańców symbol powstań i ucisku politycznego. W 1846 r. więziono tu Pantaleona Potockiego, przywódcę nieudanej próby wywołania powstania w Siedlcach.
Powstanie styczniowe było kolejnym etapem walki narodowowyzwoleńczej i związanych z nią represji władz okupacyjnych. Pierwsi powstańcy znaleźli się w więzieniu 23 stycznia 1863 r., po nieudanym ataku na magazyny broni i zaopatrzenia 19 Kostromskiego Pułku Piechoty, stacjonującego w Stoku Lackim. W zakładzie karnym wylądowali Władysław Rawicz oraz Władysław Czarkowski, straceni w tym samym roku.
Z dniem 1 lipca 1876 r. zamknięto gmach sądowy, a w marcu 1880 r. otworzono w tym miejscu lazaret, oddział etapowy (этапное отделение) oraz oddział kobiecy (женская тюрьма). 1 lipca 1884 r. oddano do użytkowania oczekiwany od dawna dom administracyjny. W okresie wzmożonej walki władzy carskiej z unitami podlaskimi, więzienie głównie zapełniało się bojownikami o polskość i własną wiarę.

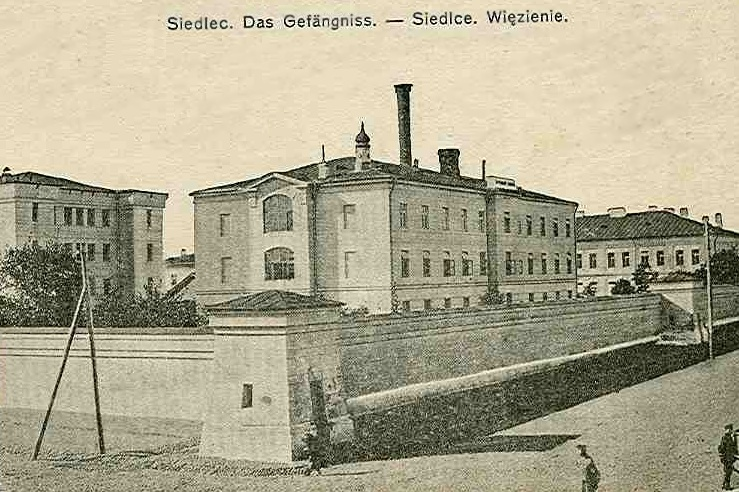
Budynek więzienia przed 1914

W latach rewolucji 1905–1907 do więzienia byli wysyłani aresztanci polityczni, zwłaszcza rewolucjoniści. Wśród nich byli Feliks Dzierżyński oraz Antoni Anusz. Represje wzrosły po załamaniu się powstania moskiewskiego i wprowadzeniu w grudniu 1905 r. stanu wojennego. Do końca 1906 r. osadzono w więzieniu około 300 osób.
21 sierpnia 1906 r. dokonano udany zamach bombowy na policmajstra kapitana Golcewa. W chwili po wybuchu bomby, rozpoczęła się strzelanina na ulicy Alejowej (obecnie ul. Jana Kilińskiego) i Ogrodowej (ul. Henryka Sienkiewicza). Po masowych rewizjach wysłano 182 osoby do więzienia. W 1908 r. dokonano krwawej rozprawy z rewolucjonistami po nieudanym zamachu na pocztę w Sokołowie Podlaskim 9 stycznia 1908 r. Na skutek zdrady jednego z bojowców, Michała Wolgemunta, aresztowano 11 osób, które po wstępnym przesłuchaniu w budynku policji odesłano do więzienia. W 1915 r. Rosjanie wycofali się z Królestwa Polskiego, a więzienie zostało poddane władzy okupacyjnej, tym razem niemieckiej. W tym czasie zapełniło się ono aresztantami, przede wszystkim nieprzestrzegającymi niemieckich zarządzeń administracyjnych.
Po odzyskaniu niepodległości, więzienie zostało przejęte z rąk niemieckich. W okresie dwudziestolecia międzywojennego skazanymi byli głównie oskarżeni o działalność wywrotową i antypaństwową. Wśród nich przede wszystkim dominowali komuniści i ich sympatycy, przeważnie pochodzenia żydowskiego oraz ukraińscy działacze nacjonalistyczni, m.in. Stefan Bandera. Po powrocie z emigracji, w więzieniu przebywał Wincenty Witos przez krótki okres czasu.
We wrześniu 1939 r. zakład karny przestał funkcjonować. Grupy więzienników uciekały na Wschód, gdzie później byli zatrzymywani i rozstrzeliwani przez NKWD. Okres II wojny światowej spowodował zwielokrotnienie surowych represji politycznych okupanta hitlerowskiego. Funkcjonariusze więzienni przystąpili do konspiracji, głównie Armii Krajowej. Spośród nich był ksiądz Marian Myrcha, odznaczony w latach 90. medalem resortowym. 12 marca 1944 r. Narodowe Siły Zbrojne uwolniły z więzienia sztab XII Okręgu. Przed wkroczeniem Armii Czerwonej nakazano wypuszczenie wszystkich więźniów. Opuszczone więzienie zostało rozszabrowane.
Po wojnie więzienie zostało reaktywowane i przeszło pod władzę resortu bezpieczeństwa publicznego. Częścią więzienia zawiadywali Sowieci bez możliwości jakiejkolwiek kontroli ze strony polskiej. Wzmogły się represje doby stalinowskiej. Kadrę przedwojenną i tą z czasów okupacji zwalniano, a nowo przyjętych poddawano politycznej indoktrynacji, a także inwigilacji. W czasach „odwilży” następowała stopniowa liberalizacja wykonywania kary pozbawienia wolności. Szczególnym momentem w tym procesie był przełom 1989 r.
Od 2010 r. zakład karny jest remontowany. W 2016 r. oddano do użytku salę widzeń oraz kaplicę pod wezwaniem „Dobrego Łotra”. W maju 2022 r. na terenie zakładu oddano do użytkowania nowo wybudowany pawilon mieszkalny z 162 miejscami zakwaterowania dla osadzonych.

## Więźniowie
- Władysław Rawicz
- Władysław Czarkowski
- Pantaleon Potocki
- Feliks Dzierżyński
- Antoni Anusz
- Stepan Bandera
- Wincenty Witos